# Herrenhaus (Gebäude)

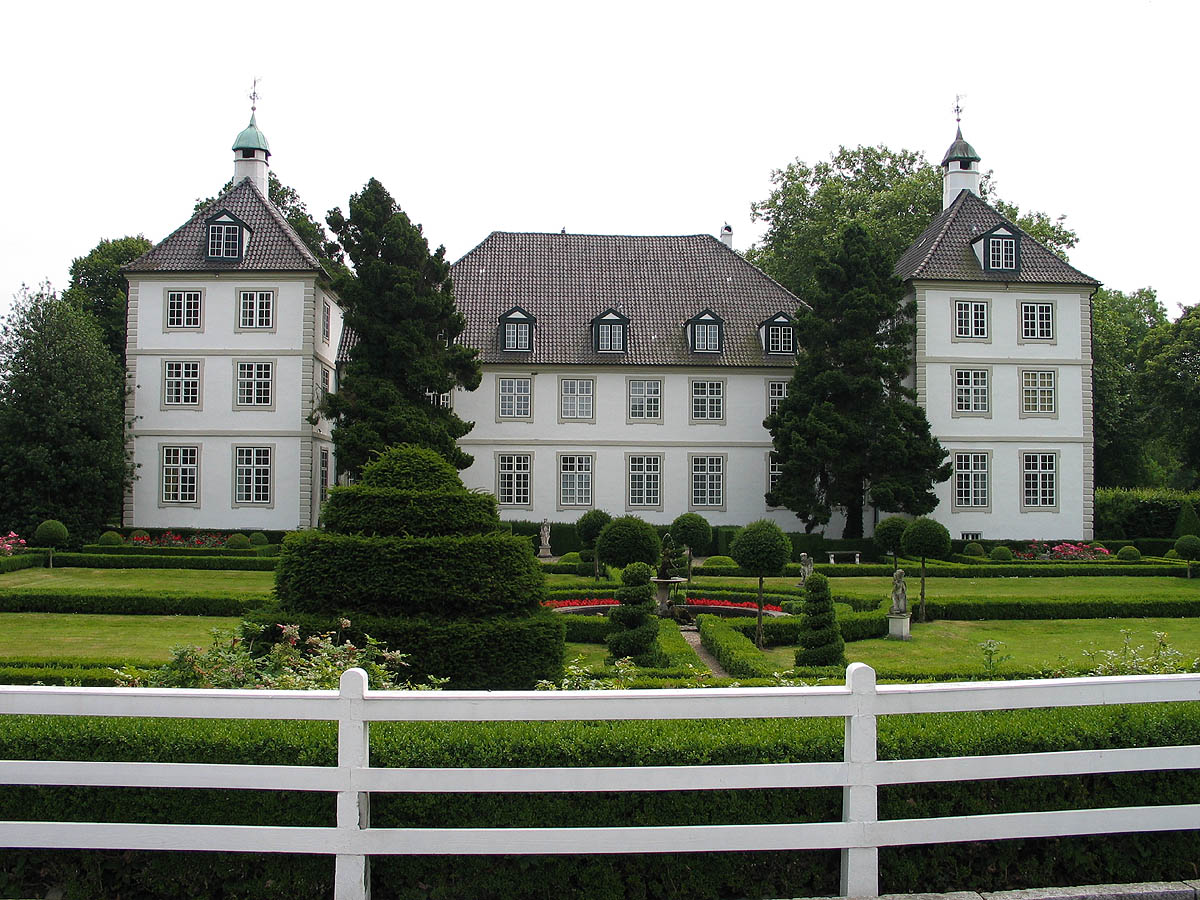
Das Herrenhaus auf Gut Panker, Ostholstein

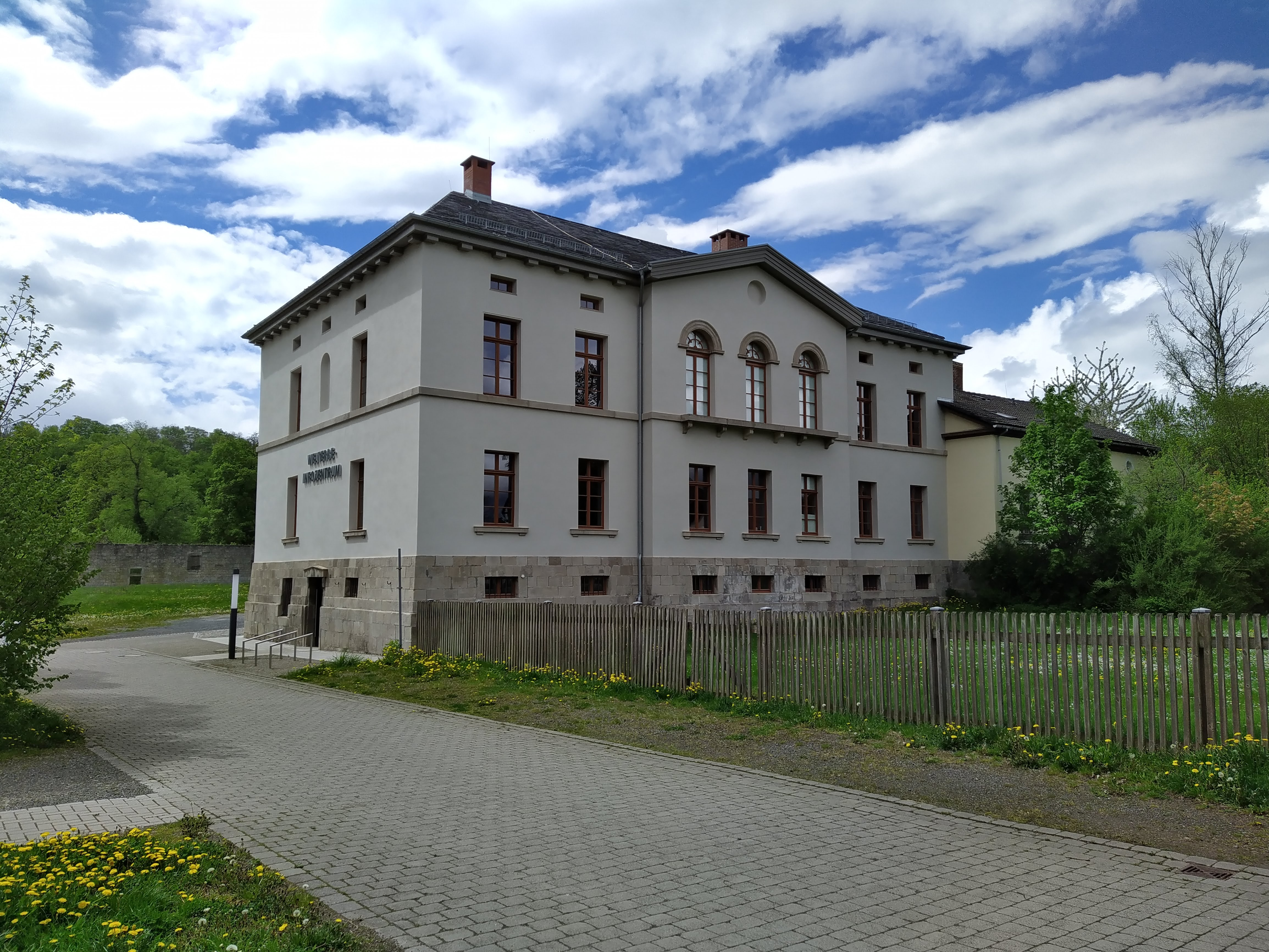
Das Herrenhaus Walkenried in Niedersachsen

Als Herrenhaus oder Gutshaus wird ein vom Gutsherrn bewohntes Gebäude mit Gutshof bezeichnet. Je nach Region oder Größe wird es oft auch als Schloss bezeichnet. Es gibt auch weitere, regionaltypische Bezeichnungen. Sie waren typischerweise Sitze einer Grundherrschaft.

## Definition und Abgrenzung
Das Herrenhaus unterscheidet sich in seiner Begrifflichkeit von ähnlichen Bezeichnungen. Die Begriffe Burg und Schloss (siehe dort) wurzeln etymologisch in der Verteidigung. Beide bezeichneten ursprünglich mittelalterliche Wehrbauten; beim Schloss nahm der Begriff seit der Renaissancezeit eine erweiterte Bedeutung an, als neuartige, nicht-wehrhafte Bauten ebenfalls so genannt wurden. Burgen und Schlösser waren zwar oft auch Mittelpunkte einer Grundherrschaft, sie konnten aber auch landesherrliche Residenzen, Militärstützpunkte, Zollburgen, Grenzburgen oder Amtsschlösser sein.
Das „Herrenhaus“ bezeichnet demgegenüber den Herrensitz einer Grundherrschaft bzw. Gutsherrschaft. Der Begriff ist daher historisch weniger auf eine bestimmte Bauform bezogen als auf eine bestimmte Herrschaftsform; darauf bezieht sich der erste Teil des Begriffs („Herren“-). Das Herrenhaus hat damit den Charakter eines Rechtsbegriffs.
Die Bezirke der Grundherrschaft wurden in verschiedenen Regionen unterschiedlich benannt, in Nord-, Ost-, Mittel- und Westdeutschland meist Rittergut, in Schleswig-Holstein Adliges Gut, in Altbayern und Österreich Hofmark. Allen gemeinsam ist ein besonderer, doppelter Rechtsstatus (im Unterschied etwa zum Meierhof). Dazu gehörte zum einen die (landesherrlich genehmigte) Herrschaftsausübung über die ortsansässigen, dienst- und zinspflichtigen Leute (je nach ihrer Rechtsstellung Kötter, Grundholde, Hörige, Hintersassen oder Leibeigene). Zum anderen die Mitgliedschaft des Gutes bzw. seines jeweiligen Besitzers in der regional organisierten Ritterschaft, der Korporation der großen Landsassen, als Teil der Landstände. Die Ritterschaften bildeten die Interessenvertretungen gegenüber den Landesherren (den regierenden Landesfürsten) und den anderen Landständen. Die in ihr „immatrikulierten“ Güter hatten einen Sitz und – je nach Größe und historischer Entwicklung (etwa durch Besitzteilungen) – eine genau bezifferte Stimmberechtigung auf den Landtagen. Als Gegenleistung für diese Privilegien hatten die Grundherren im Hochmittelalter – soweit es sich nicht um allodialen, sondern um lehnsgebundenen Besitz handelte – im Kriegsfall eine bestimmte Anzahl an „Ritterpferden“ (also Reiterkämpfern mit Pferden und Ausrüstung) zu stellen bzw. seit dem Spätmittelalter alternativ entsprechende Zahlungen an den Landesherrn zu leisten, der damit Söldner entlohnte.
Voraussetzung für die Mitgliedschaft (Immatrikulation) in einer korporierten Ritterschaft war nicht nur ein Grundbesitz von bestimmter Mindestgröße, sondern auch der Besitz eines als Castrum bezeichneten Herrenhauses, das eine Burg, ein Festes Haus, ein Schloss oder ein schlichter, bescheidener Bau sein konnte, der sich aber in aller Regel vom Bauernhaus zumindest durch eine gewisse Größe oder durch schlossartige Zierformen unterschied. Das Herrenhaus war also Mittelpunkt eines landwirtschaftlichen Betriebes, eines Gutshofs mit Ackerbau, eines Waldguts, Weinguts, Teichguts oder Hammerguts, mit zugehörigen Grundholden, die der Grundherrschaft und ihren Rechten unterworfen waren, und Landtagsfähigkeit.
Dem Grundherrn – der meist dem Adel angehörte, es aber nicht musste – oblag die Verwaltung und Nutzungsvergabe von land- oder forstwirtschaftlich genutzten Flächen an die ortsansässigen Leute sowie die Ausübung öffentlich-rechtlicher Befugnisse wie der Polizeigewalt und der niederen Gerichtsbarkeit (seltener der hohen). Mit der Bauernbefreiung seit Anfang des 19. Jahrhunderts wurden die Rechte der Grundherren nach und nach abgeschafft. Doch verblieben in vielen Regionen die Gutsbezirke als kommunale Nachfolgeeinheiten.

## Bezeichnungen
Im Mittelalter wurden auch Burgen meist als hûs („Haus“ im Sinne eines Festen Hauses – vgl. „Burg Niehuus“) bezeichnet, was vor allem in Norddeutschland, insbesondere im Rheinland, in Westfalen und in Niedersachsen bis heute gebräuchlich blieb, wo Burgen, Schlösser oder Herrenhäuser des niederen Adels zumeist als Haus XY bezeichnet werden (z. B. Haus Lüttinghof), ähnlich wie beim englischen „XY House“ (etwa Stowe House). Weiter im Süden, beginnend in Sachsen, Sachsen-Anhalt und Thüringen, in Hessen, Bayern, Baden-Württemberg oder Österreich, werden auch kleine Herrenhäuser meist „Schloss“ genannt, jedoch kommt auch die Bezeichnung „Gutshof“ oder „Hofgut“ vor.
Der Begriff Herrenhaus changiert zwischen der oben beschriebenen ursprünglichen Rechtsstellung (unabhängig von der Bauform) und der Bezeichnung eines neuzeitlichen Bautypus. Letzterer besaß allerdings in der Regel die genannte Rechtsstellung und symbolisierte sie zugleich. Von der Funktion her klar abgrenzen lassen sich jedenfalls das Residenzschloss eines Landesherrn und seines Hofstaats, das Lustschloss des Landesherrn, das seiner Erholung diente, und das Jagdschloss, welches für temporäre Jagdaufenthalte vorgesehen war, ferner das Amtsschloss, welches Verwaltungs- und Rechtsprechungszwecken diente. Herrenhäuser als castra ritterschaftlicher Güter waren Sitze des Niederen Adels.
Das Herrenhaus im Sinne des Sitzes einer Grundherrschaft kann, je nach Baustil oder Epoche, auch als Burg oder Schloss bezeichnet werden. Ist es besonders groß oder aufwändig gestaltet, wird es umgangssprachlich meist als Schloss bezeichnet. In Schleswig-Holstein und Mecklenburg war diese Bezeichnung allerdings den Häusern des Landesherrn vorbehalten; in Pommern und Brandenburg waren es daneben ursprünglich auch die Häuser der „Schlossgesessenen“ (denen der Landesherr einen besonderen Status verliehen hatte, wobei es auf die Bauform nicht ankam).
Eine historische Besonderheit sind die „Ansitze“ in Tirol, weil sie einen Übergangstypus zwischen Feudalherrschaft und Absolutismus darstellen: Von den oben beschriebenen Charakteristika eines Herrenhauses, Grundherrschaft und Landtagsfähigkeit, besitzen sie nur noch die Letztere; Hintersassen und Gerichtsbarkeit gehörten nicht mehr dazu. Allerdings verfügten sie noch über die Freiung (Steuerbefreiung) von den Gemeindelasten.
„Herrenhäuser“ als reiner Bautyp, ohne privilegierten Rechtsstatus, sind zum Beispiel die „Campagnen“ im Berner Land. Nur dort, wo mittelalterliche Grundherrschaftsrechte mit dem Besitz verbunden waren, galten diese fort, ansonsten waren die Campagnen bloße Landhäuser mit Grundbesitz, allerdings oft in der äußeren Gestalt von Herrensitzen, wobei sie in der Regel von Familien des Berner Patriziats erbaut wurden, deren rechtliche Privilegierung nicht durch den Besitz von Grundherrschaften, sondern durch exklusive Ratszulassung bewirkt wurde. In Graubünden werden die Herrenhäuser oft als  „Grosshaus“ bezeichnet (zum Beispiel dasjenige in Grüsch).

## Bauformen
Ausgehend von den beiden im Hochmittelalter vorherrschenden Bautypen Turmhügelburg und Wohnturm entwickelten sich während Spätmittelalter und Neuzeit diverse Formen von Festen Häusern als Zentren der Grundherrschaften, und damit als Herrenhäuser. In der Renaissancezeit wurden oft noch wehrhafte Elemente wie Ummauerung, Palisaden oder Gräfte beibehalten, ebenso die Bergfriede älterer Burganlagen. Neubauten zitierten oft wehrhafte Bauformen, die eher Statussymbole waren als dass sie eine Wehrfunktion gehabt hätten, so etwa Ecktürmchen, Erker, Zinnen, Pechnasen, Staffelgiebel, Brücken oder Torhäuser. Aus dem Wehrturm wurde der Treppenturm.
Der jeweilige Baustil folgte dem Zeitgeschmack, die Größe den wirtschaftlichen Verhältnissen. Verbreitet waren Feldsteinsockel mit aufgesetzten Fachwerkaufbauten, in waldreichen Tieflandregionen oft auch reine Holzbauten, die selten erhalten sind. In der ersten Hälfte des 17. Jahrhunderts setzte sich der Ziegelstein für die Außenmauern durch. Während Burgen in Berglage den Geländevorgaben folgten, waren Herrenhäuser auf ebenem Baugrund frei gestaltbar. In der Renaissancezeit waren zweiflügelige Anlagen verbreitet, aus denen sich in der Barockzeit die Dreiflügelanlage mit Ehrenhof entwickelte. Oft waren Herrenhäuser aber auch kleine, schlichte und einstöckige Gebäude. Immer gehörte ein Gutshof mit Ställen, Scheunen und Gesindehäusern dazu, oft mit weiteren Nutzbauten wie Taubenschlag, Eiskeller oder Orangerie.

## Herrenhäuser im deutschsprachigen Raum

### Altbayern und Österreich
Der frühere Herrensitz des Grundherrn in einer altbayrischen oder österreichischen Hofmark wird im bairischen Sprachraum als Hofmarkschloss bezeichnet. Wie in anderen Regionen gehörte auch hier zur Grundherrschaft die Landstandschaft, also die Vertretung in der Landschaft des jeweiligen Herzogtums.

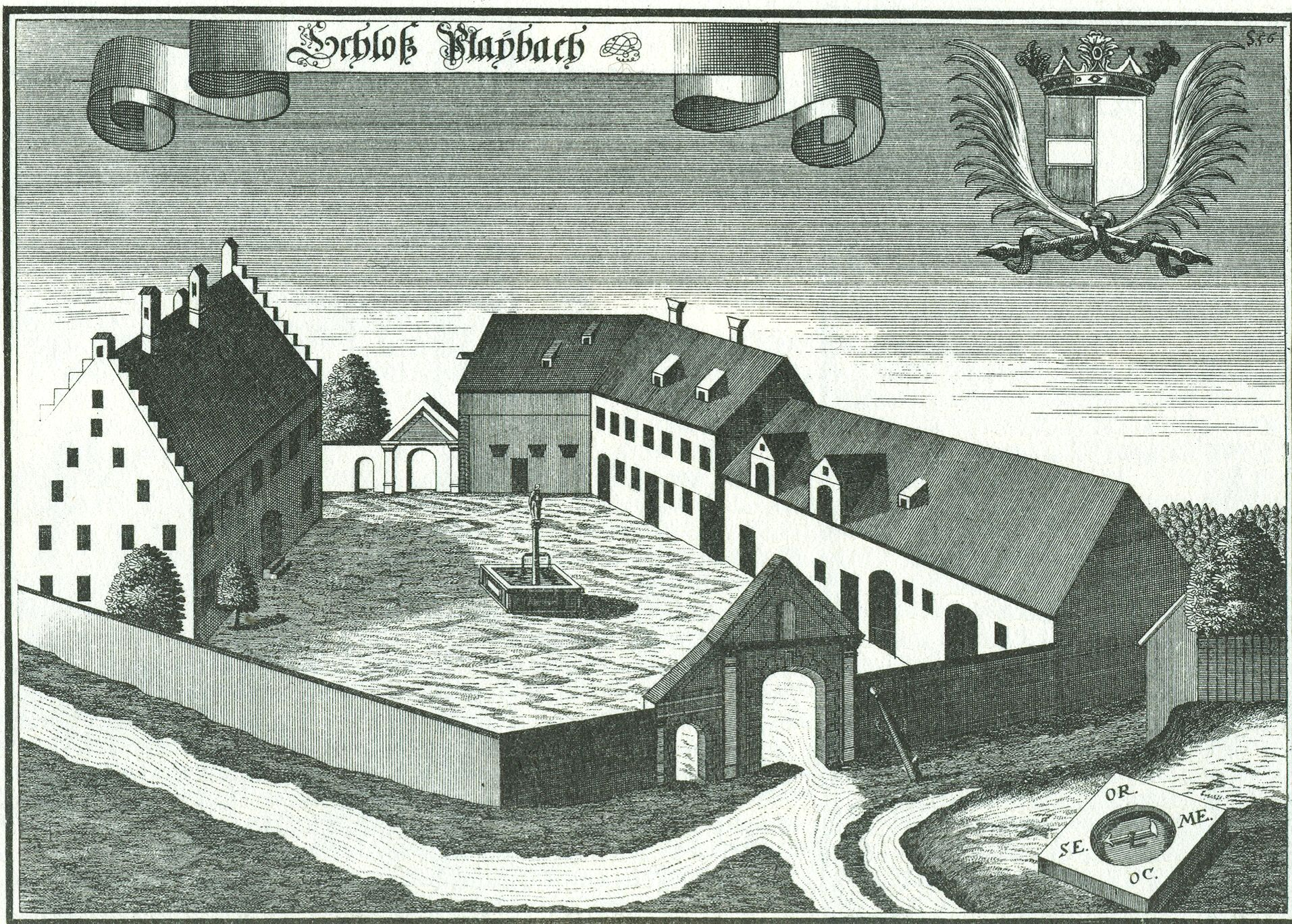
Hofmarkschloss Blaibach (Michael Wening, Stich von 1721)

Eine wichtige Bildquelle zur Gestalt der bayrischen Hofmarkschlösser ist Michael Wenings Hauptwerk Historico-Topographica Descriptio, entstanden ab den 1690er Jahren, mit 846 topografischen Ansichten Bayerns, davon 292 nicht-landesherrlichen Schlossbauten. Eine sehr häufig anzutreffende Bauform ist ein dreigeschossiger Rechteckbau, meist ohne Seitenflügel, dessen Breite und Länge etwa im Verhältnis 1:2 stehen. In der Regel verfügen die Bauten über steile Sattel- oder Walmdächer (zum Abrutschen der Schneelast), wodurch sich eine große Dachfläche ergibt, mit seitlichen Ziergiebeln (Zinnen- oder Treppengiebeln). Bisweilen sind sie mit Ecktürmchen oder Treppentürmen versehen, in der Regel ist eine Kapelle an- oder eingebaut. Im Erdgeschoss befanden sich Lagerräume, Küchen, Keller, Räucher- und Speisekammern, im ersten Obergeschoss die Repräsentationsräume, oft mit großer Gerichtsstube, darüber die Wohngemächer und im Dachgeschoss Räume für Personal und Lagerflächen. Fast alle Darstellungen weisen Einfriedungen mit Mauern, Zäunen und Gräben auf, die den Hofbereich umfassen; diese sind heute häufig verschwunden. An die Wirtschaftsgebäude schließen sich meist Nutz- und Ziergärten an.
Für Österreich sind die Kupferstiche des Georg Matthäus Vischer (1628–1696) eine ähnlich wertvolle Bildquelle. Im Alpenraum gehen viele Herrschaftssitze des niederen Adels auf mittelalterliche Burgen zurück, die – wie in anderen Gebirgsregionen und im Unterschied zum Flachland – aus (reichlich vorhandenem) Stein (und nicht aus Holz oder Fachwerk) gebaut waren und daher länger hielten. Im Umfeld des Wiener Kaiserhofes, wo in der Neuzeit jahrhundertelang das Reichsoberhaupt residierte und zahlreiche einträgliche Posten, Pfründen und Lehen vergeben wurden, entstanden oft sehr große, häufig vierflügelige Schlossanlagen mit Arkadenhöfen. Dies gilt generell für den höheren Adel der Habsburgischen Erblande, in Österreich, Ungarn und Böhmen. Öfter als bei den bescheideneren Herrenhäusern des Nordens waren solche, aus hohen Gehältern finanzierte Schlossbauten für die Erträge aus den Grundabgaben der Hörigen sowie der eigenen Wald- oder Gutsbetriebe überdimensioniert und wechselten daher häufiger die Besitzer, sofern nicht besonders große Grundherrschaften oder stetige Hof- oder Militäreinkünfte vorhanden waren.

### Franken und Schwaben

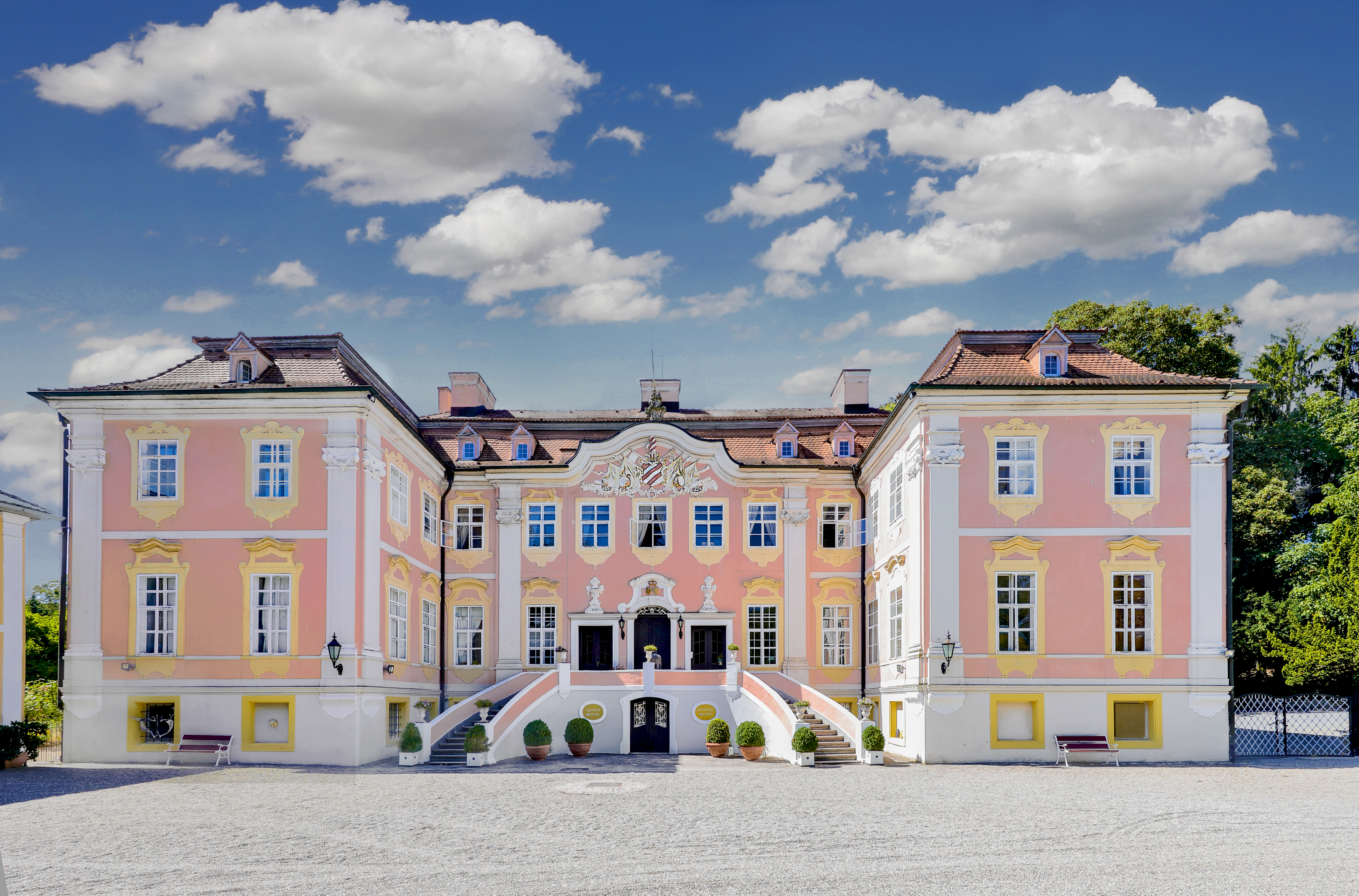
Schloss Assumstadt bei Heilbronn

In Franken und Schwaben waren viele Adelssitze Reichslehen und damit Sitze von Reichsrittern der freien Reichsritterschaft (im Fränkischen und Schwäbischen Ritterkreis). Trotz oft beschränkter Mittel achteten diese daher auf repräsentative Bauformen zur Unterstreichung ihres reichsunmittelbaren Status. Mittelalterliche Burgen sind oft noch erhalten, außer am Oberrhein, wo sie dem Pfälzischen Erbfolgekrieg zum Opfer fielen. Herrensitze der Renaissancezeit ähneln den bayrischen Hofmarkschlössern. Zahlreiche reichsritterliche Geschlechter traten in der Reformation zum Protestantismus über. Die katholisch gebliebenen zählten weiterhin zum Stiftsadel der Fürstbistümer, was ihnen Domherrenpfründen und weltliche Hofämter oder sogar Bischofsstühle eintrug. Im Zeitalter des Barock und Rokoko entstanden kunsthistorisch wertvolle Bauten, oft von Baumeistern der Fürstbischöfe. Die Herrenhäuser der Patrizierfamilien im Umfeld der freien Reichsstädte waren demgegenüber oft kleiner und bescheidener. Neben den Herrensitzen des Niederen Adels gibt es in den territorial einst zersplitterten Regionen Frankens und Schwabens aber auch viele Schlösser des Hochadels, der reichsunmittelbar regierenden Grafen, Fürsten und Kirchenfürsten.

### Brandenburg

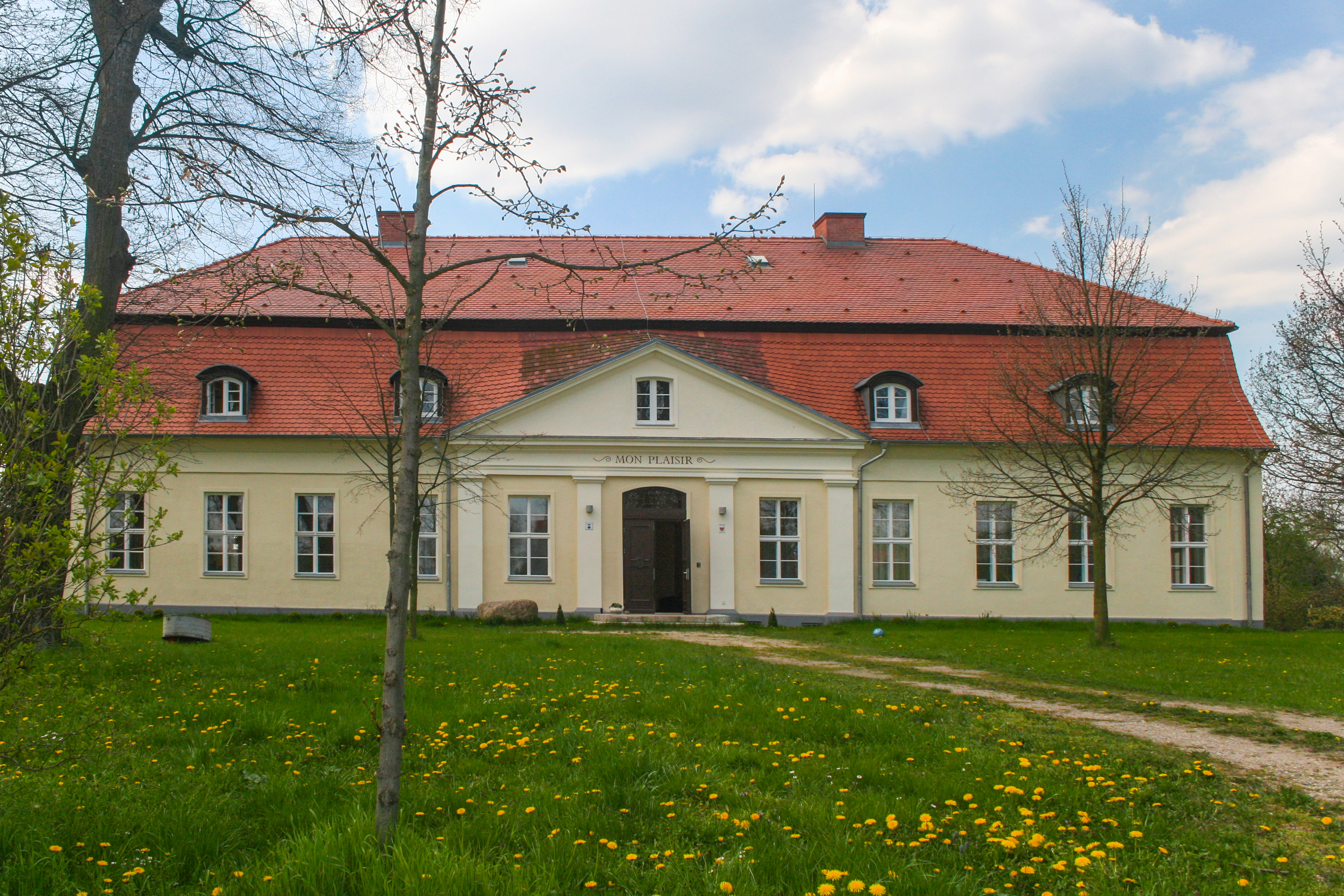
Spätbarockes Gutshaus Mon Plaisir in Altkünkendorf (Uckermark, Brandenburg), vom schlichten, aber noblen märkischen Gutshaustypus

Auch in Brandenburg fehlt eine klare Abgrenzung vom Schloss zum Herrenhaus. Als Schlösser wurden in der Mark Brandenburg eigentlich nur die landesherrlichen sowie die Sitze der sogenannten „burg- und schlossgesessenen Familien“ bezeichnet, ein historischer Status, den nur die bedeutendsten märkischen Adelsgeschlechter innehatten, unabhängig vom Bautyp ihrer Herrensitze. Umgangssprachlich werden aber Gutshäuser oft auch als Schlösser bezeichnet. Bereits Theodor Fontane stellte den Widerspruch der seit langem gebräuchlichen, jedoch unkorrekten Verwendung des Wortes „Schloss“ heraus. Gleichwohl spricht er von dem Mut der Brandenburger zur Verwendung einer „ausgleichenden höheren Titulatur“ und schließt sich der traditionellen Bezeichnung, insbesondere hinsichtlich repräsentativer Herrenhausbauten, als „Schlösser“ an.
Wie in anderen Regionen wird auch hier als Herrenhaus der Wohnsitz eines Ritterguts bezeichnet. Zu den gutsherrschaftlichen Rechten und Pflichten gehörten die Grund-, Leib- und Gerichtsherrschaft sowie das Kirchenpatronat und das Schulpatronat im Bereich des jeweiligen Rittergutsbezirks. Dazu kam die „Land-“ bzw. „Kreistagsfähigkeit“ des Rittergutes. Größe und Wirtschaftskraft der Betriebe waren jedoch recht heterogen. Im 19. Jahrhundert nahmen, wie auch in Mecklenburg und Pommern, viele große Agrarbetriebe einen ökonomischen Aufschwung, was sich in entsprechenden Bauten manifestierte.
Der schwerste Einschnitt im Lauf vieler Jahrhunderte war die Bodenreform in der Sowjetischen Besatzungszone 1945, durch die – wie auch in den anderen Gebieten der späteren DDR – alle größeren Agrarbetriebe enteignet wurden. Sämtliche Gutshäuser wurden geplündert, viele zerstört. Nach der Deutschen Wiedervereinigung wurden zahlreiche Gutshäuser saniert, während andere erst jetzt verfallen.

### Mecklenburg und Pommern

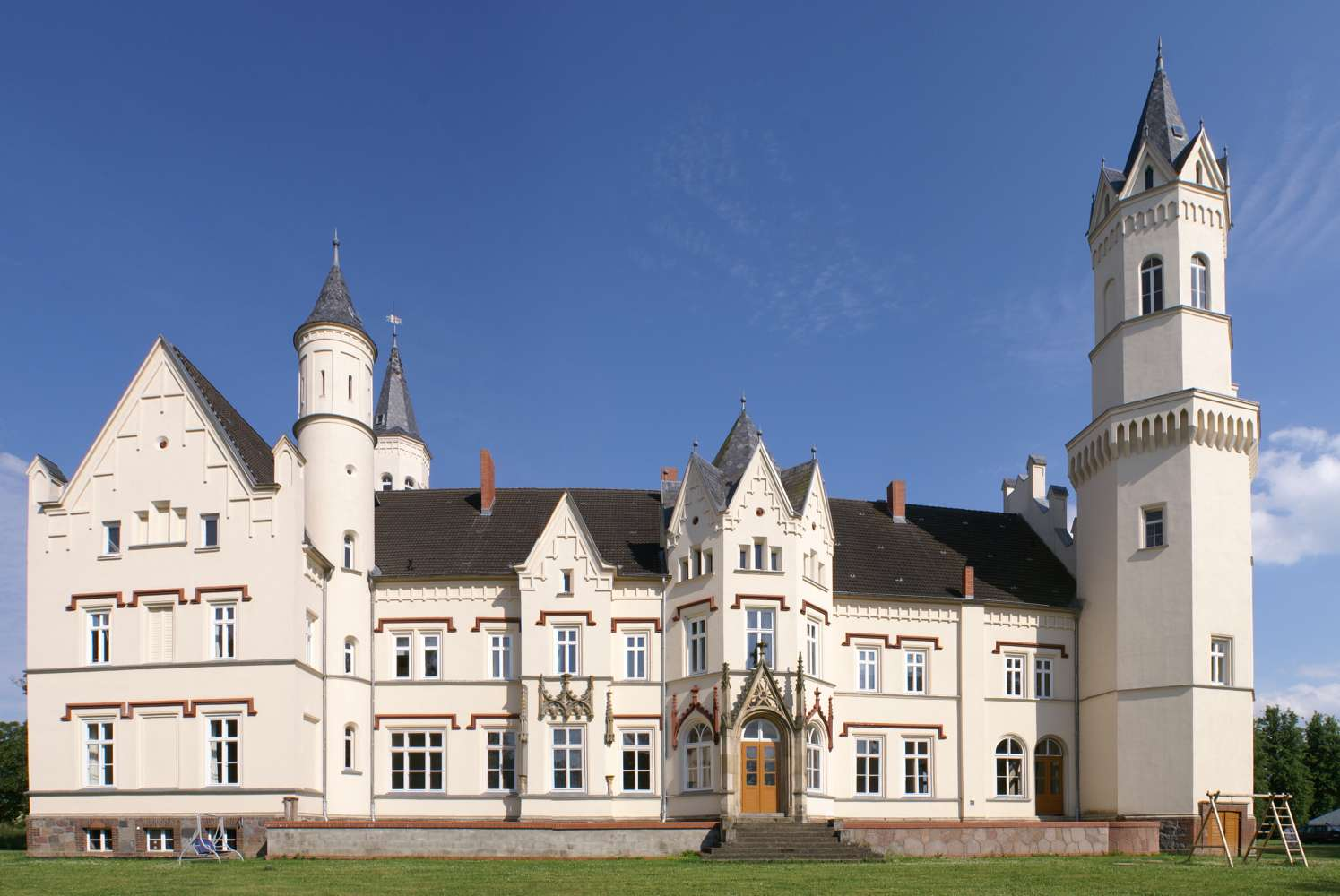
Neugotisches Herrenhaus Kartlow in Vorpommern

Mecklenburg und Pommern gehörten, wie Brandenburg, historisch nicht zu den wohlhabenden Gegenden Deutschlands, wenn man von den Hansestädten an der Ostseeküste absieht. Die Adelssitze waren daher jahrhundertelang eher bescheiden. In den mecklenburgischen und pommerschen Herzogtümern konnte allerdings der Landadel seit der hochmittelalterlichen Ostsiedlung seine Stellung stetig verstärken und die der Landesherren schwächen. Dazu trug bei, dass der Adel seinen Landbesitz infolge ohnehin dünner Besiedlung sowie wiederholter Entvölkerung durch Kriege und Seuchen immer weiter vergrößern konnte, sodass er schließlich über die Hälfte des Landes besaß. Adelsfamilien wie die von Maltzahn hatten eine Vielzahl von Gütern in verschiedenen Regionen. Die ökonomischen Nachteile der Randlage verbesserten sich im 19. Jahrhundert rapide, als Eisenbahnen die Absatzmärkte für landwirtschaftliche Produkte erweiterten, als die Nachfrage durch Bevölkerungswachstum in den Städten des Industriezeitalters stieg und zudem die Schutzzollpolitik ein Monopol für die deutschen Großagrarier schuf. Hinzu kamen Fortschritte der Landtechnik und Düngung, die die Erträge der Großbetriebe begünstigten. Daher wurden besonders in der Gründerzeit viele kleine Gutshäuser durch große Neubauten im Stil des Historismus ersetzt. Doch selbst wenn diese erhebliche Ausmaße annahmen, wurden sie in Mecklenburg trotzdem nie als Schloss bezeichnet, denn dies war, wie in Schleswig-Holstein, ausschließlich den Sitzen der Landesherren vorbehalten.
In der 40-jährigen Bestehensphase der DDR gehörte der Schutz herrschaftlicher Häuser nicht zum Programm. So wurden die Häuser oft bis zur Unkenntlichkeit umgebaut. Soweit sie nicht als Mietshäuser, Konsum, Ortsverwaltung, Schulen, Kindergärten oder LPG-Zentren umgenutzt (und damit immerhin erhalten) wurden, verfielen sie oder wurden abgebrochen. Inzwischen ist man sich aber der geschichtlichen Bedeutung und des kulturellen Werts der Gutsanlagen bewusst geworden, sodass zumindest die Herrenhäuser (wenn auch oft nicht die Wirtschaftsgebäude) in vielen Fällen wieder restauriert und neuen Nutzungen zugeführt wurden. Einen erheblichen Anteil daran nehmen auch „Wiedereinrichter“ und „Neueinrichter“, die den Gebäuden und ihrem Unterhalt wieder ihre (land)wirtschaftliche Basis verschaffen.

### Rheinland und Westfalen

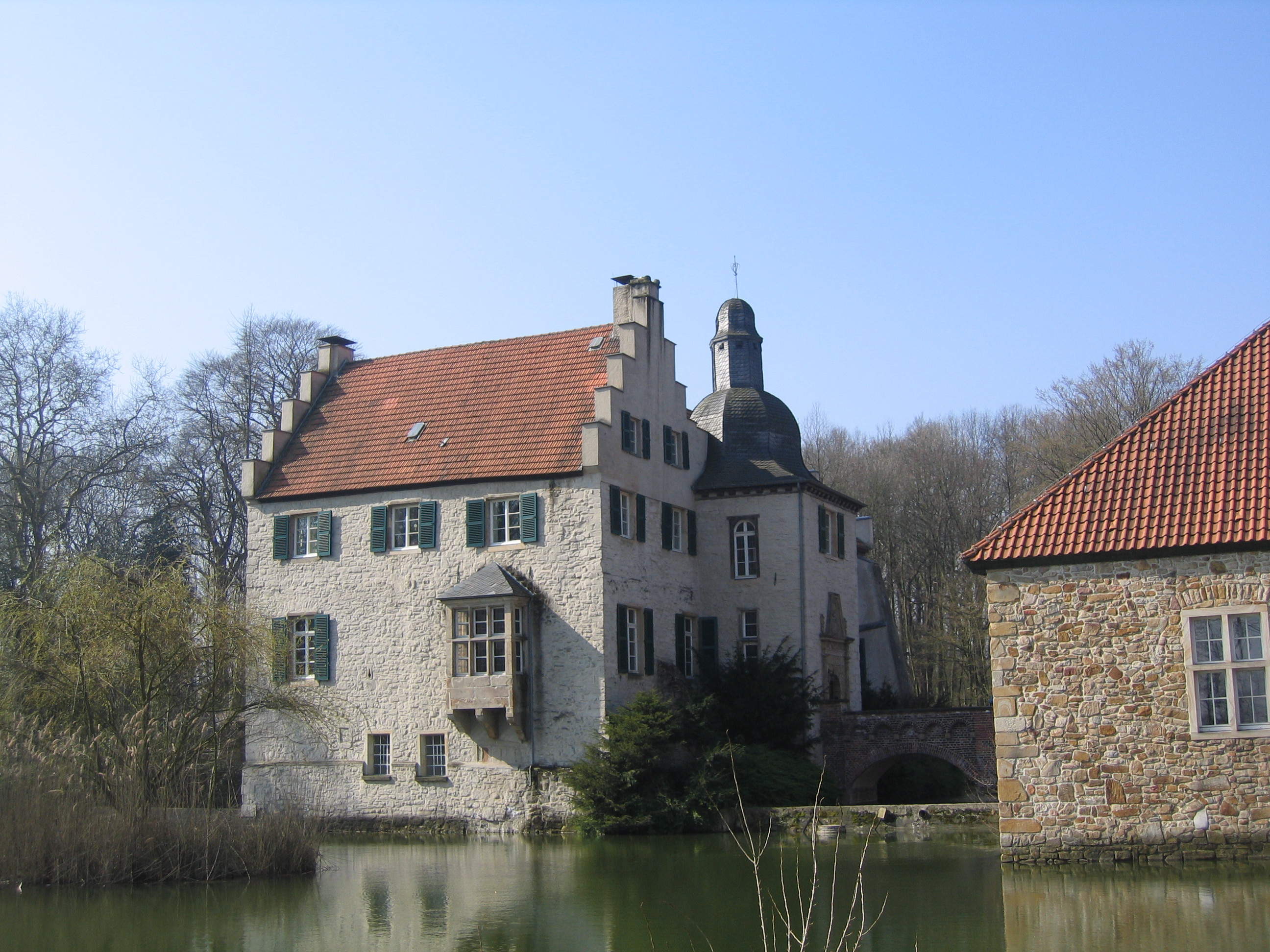
Renaissance-Wasserburg Haus Dellwig, Dortmund

In Nordrhein-Westfalen entwickelten sich, wie auch in anderen Regionen der Norddeutschen Tiefebene, die meisten Herrenhäuser aus Motten mit Wassergräben, die später zu Wasserburgen erweitert wurden, so etwa am Niederrhein oder im Münsterland. Die einfache Name Haus ist hier sehr viel gängiger als der Terminus Herrenhaus oder Schloss. Er wird für Burgen, Schlösser und Herrenhäuser gleichermaßen verwendet. Im Raum Wuppertal ist auch die Bezeichnung Hofeshaus gebräuchlich.
Meist sind die Anlagen bis heute von Wassergräben umgeben, die sich hier Gräften nennen und den ehemals wehrhaften Charakter des Hauses unterstreichen, z. B. Haus Stapel. Kunstgeschichtlich sind Herrenhäuser von der Gotik bis zur Neuzeit zu finden. Viele sind immer noch bewohnt und stellen oft weiterhin den Mittelpunkt von großen Gütern dar. Andere werden heute zu kulturellen Zwecken genutzt, einige wenige wurden aufgeteilt und in moderne Eigentumswohnungen umgewandelt, was der denkmalgeschützten Bausubstanz in der Regel nicht gut bekommt. Manche der Häuser sind auch für Besucher geöffnet. Bekannte Beispiele für westfälische Herrenhäuser sind Haus Rüschhaus, Haus Bodelschwingh oder Haus Kemnade.
An Mittelrhein und Mosel, historisch bedeutenden Burgenlandschaften, führte der Pfälzische Erbfolgekrieg  (1688–1697) zu weitflächigen Verwüstungen durch die Truppen des französischen Königs Ludwig XIV. Ein Jahrhundert später folgten die Koalitionskriege und die Annexion des Linken Rheinufers. Dadurch wurden die meisten wehrhaften Burgen, bisweilen aber auch Schlösser und Herrensitze zerstört und häufig auch die Besitzkontinuität des Adels zerrissen.

### Schleswig-Holstein

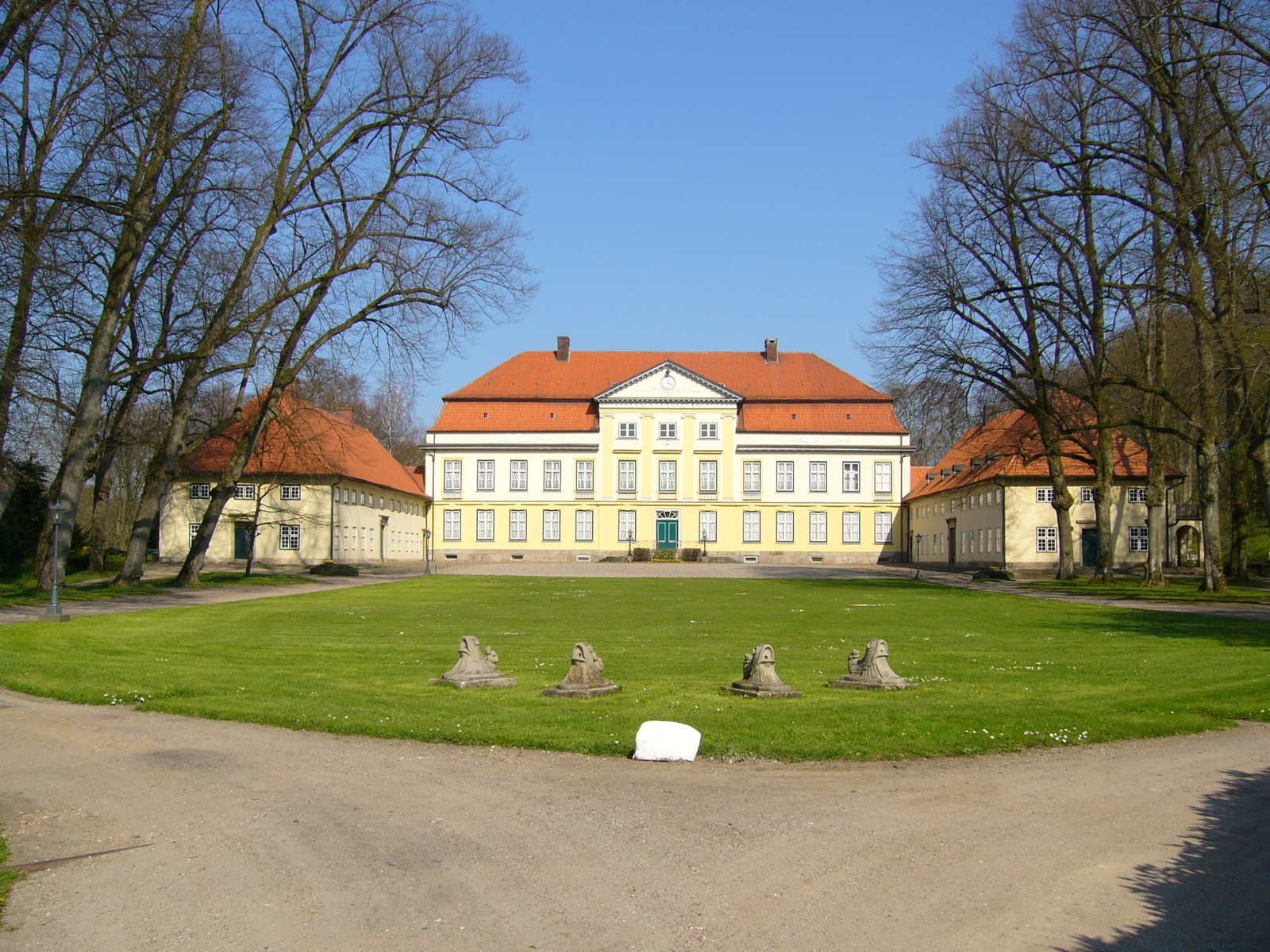
Barockes Herrenhaus Emkendorf, Schleswig-Holstein

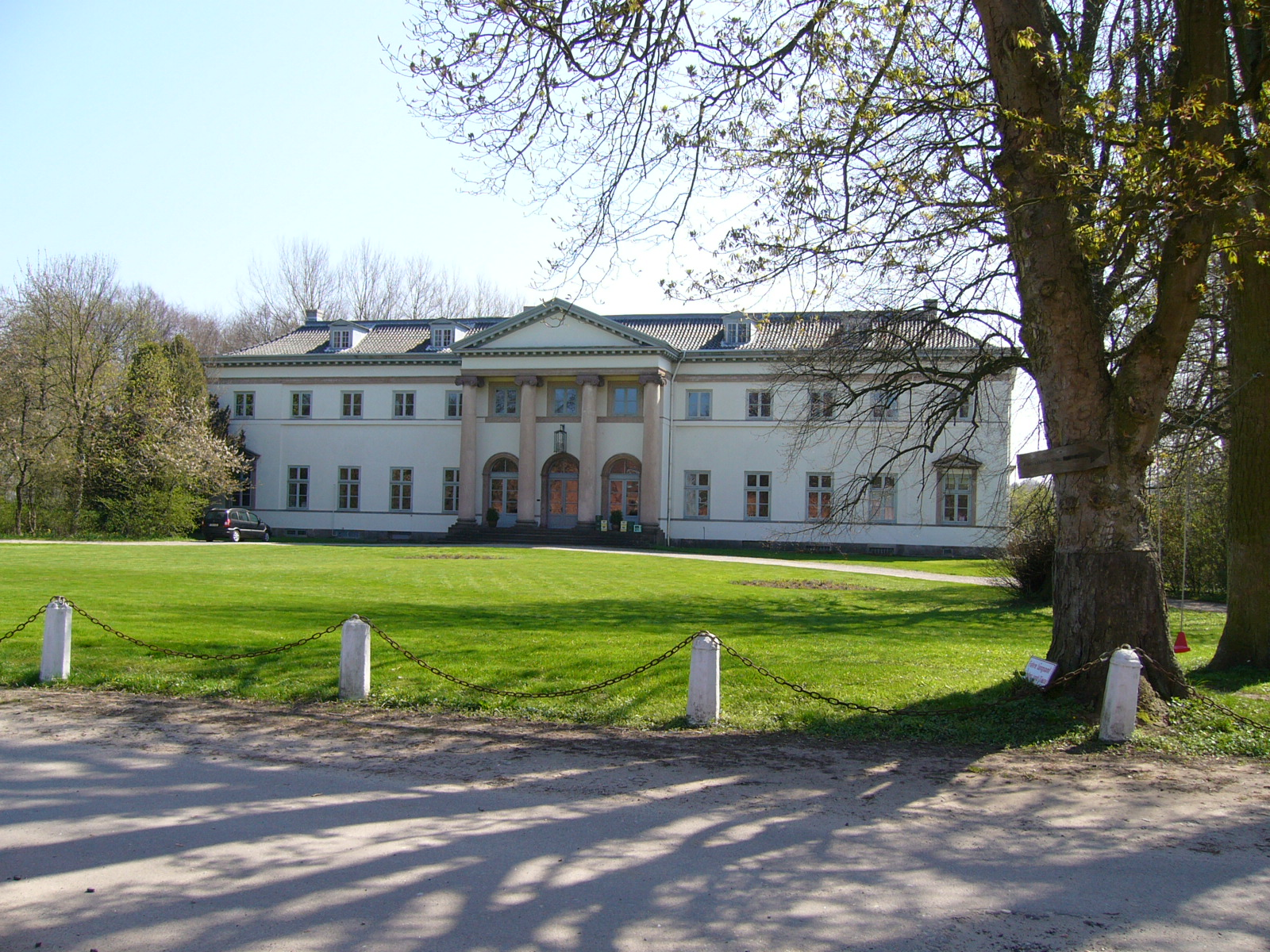
Klassizistisches Herrenhaus Knoop, Schleswig-Holstein

In Schleswig-Holstein sind die Herrenhäuser prägende Bestandteile der Kulturlandschaft. Sie waren die Zentren der sogenannten Adligen Güter, die in der Ritterschaft immatrikuliert waren, aber entgegen ihrem Namen zumindest in der Neuzeit bisweilen auch Bürgerlichen gehören konnten. Viele Jahrhunderte lang stand das Land in Personalunion mit dem Königreich Dänemark, wobei das Herzogtum Holstein zum Heiligen Römischen Reich zählte, das Herzogtum Schleswig hingegen nicht. Die adligen Grundherrschaften konzentrieren sich in der Osthälfte der Halbinsel, während die Westhälfte überwiegend von freien Bauern bewohnt war. Da dem Adel eine Art Selbstverwaltung der Herzogtümer übertragen war und der Kopenhagener Hof weit entfernt, entstand hier ein einflussreicher und reicher Landadel, der seine Sitze oft bis zur Schlossgröße, wie zum Beispiel in Borstel ausbauen konnte.
In Schleswig-Holstein besitzen auch die Gutsländereien oft bedeutenden Umfang, wovon auch die meist großen Wirtschaftsgebäude und die charakteristischen Torhäuser zeugen, welche die Herrenhäuser an Höhe und Repräsentativität oft übertreffen (z. B. in Hasselburg). Ab dem Mittelalter bis zur Renaissance waren Mehrfachhäuser üblich; hierbei wurden mehrere Langhäuser mit jeweils eigenem Satteldach längs zueinander errichtet und mit Türmen, Giebeln und Erkern variiert. Typische Anlagen dieser Zeit sind zum Beispiel Ahrensburg, Nütschau und Wahlstorf. Auch das Schloss Glücksburg ist in dieser Form gestaltet, doch gehört es nicht zu den Herrenhäusern, sondern zu den landesherrlichen Schlössern. Im Barock setzten sich für die Herrenhäuser schlossartige Bauformen durch; zu den bekanntesten Anlagen dieser Zeit gehören die Herrenhäuser auf Emkendorf, Pronstorf oder auch auf dem lauenburgischen Wotersen. Viele Häuser erhielten jetzt zudem parkähnliche Gärten, von denen der – nur noch in Rudimenten vorhandene – Jersbeker Park sogar überregionale Bekanntheit erlangte. Analog zur Entwicklung im Schlossbau wurden ab dem Klassizismus bis zum Historismus die Herrenhäuser im jeweils neuesten Zeitgeschmack umgebaut oder vollständig neu errichtet. Gut Knoop ist ein bekanntes Beispiel für ein klassizistisches Herrenhaus, Breitenburg für ein neugotisch umgewandeltes.
Viele Anlagen sind bis heute bewohnt und zum Teil sogar seit Jahrhunderten im Familienbesitz; sie sind Mittelpunkte ländlicher Güter und/oder kulturelle Treffpunkte, wie etwa Salzau. Gleichzeitig stellen die historischen Anlagen große Ansprüche an die Denkmalpflege und die finanziellen Möglichkeiten ihrer Besitzer.

## Nicht deutschsprachige Gebiete

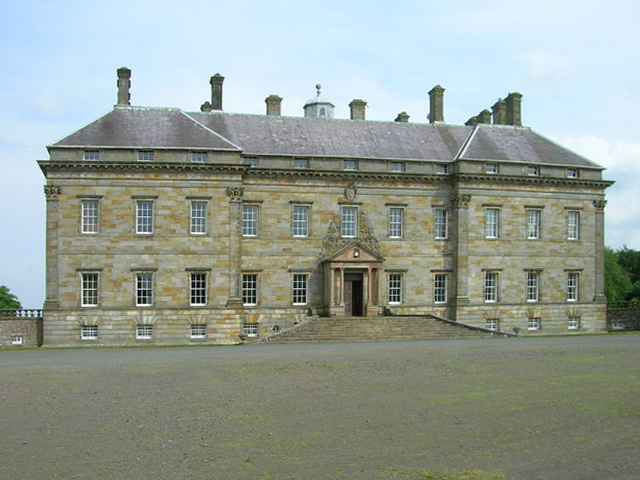
Kinross House, Schottland

### West- und Nordeuropa
In England und Irland sind die Bezeichnungen manor, house oder hall für ein, meist adliges, Gut verbreitet. Berühmte Herrenhäuser im Vereinigten Königreich sind Wilton House, Petworth House, Bletchley Park House, Stourhead oder Mount Edgcumbe House. Auch in den USA sind diese Bezeichnungen üblich, ferner auch Plantation House oder Mansion; hier herrschen der Georgian Style und der anschließende Federal Style vor, in den Südstaaten die Antebellum-Architektur. Eine größere Zahl von Herrenhäusern dieser Zeit befindet sich in Natchez (Mississippi).
In Schweden, Norwegen und Dänemark wird herrgård bzw. herregård verwendet. In Frankreich ist der Begriff manoir gebräuchlich. In der niederländischen Provinz Groningen werden die zu Herrenhäusern erweiterten bäuerlichen Steinhäuser Borgen genannt.

### Mittel- und Osteuropa
In früheren mittel- und osteuropäischen Staaten, wie Polen-Litauen oder Ungarn, in denen der niedere (oftmals bäuerliche) Adel einen relativ hohen Anteil an der Gesamtbevölkerung hatte (siehe: Szlachta, Ungarischer Adel), waren Herrenhäuser oft von sehr bescheidener Größe und aus Holz gebaut, trotzdem durch „herrschaftliche“ Formen oder Zierrate gekennzeichnet oder mit Parkanlage gestaltet. Diese Art von Herrenhäuser wird auf Polnisch dwór genannt („Hof“), im Gegensatz zum pałac („Schloss“), der dem höheren Adel gehörte. Die Residenzen der (relativ wenigen und sehr reichen) Magnatenfamilien konnten großen Umfang annehmen, wie etwa Schloss Łańcut oder Schloss Esterházy.

### Kreta
Herrenhäuser treten auch in anderen Kulturkreisen und historischen Zusammenhängen auf; beispielsweise bezeichnet man eine große, reiche Villa auf dem Land in der kretisch-minoischen Kultur als „Herrenhaus“; sie waren vor allem in der minoischen Kultur (Neupalastzeit, um 1700 bis 1450 v. Chr.) auf Kreta verbreitet.
Auf Kreta entstanden seit 1204, als es Kolonie und Handelsstützpunkt der Republik Venedig wurde, auch Herrenhäuser (genannt Villen) in Form Fester Häuser in venezianischem Stil, als Landsitze der dort ansässigen Mitglieder des Patriziats von Venedig. Anders als in den Kolonien in Dalmatien, auf Korfu, Zypern, Naxos, Zakynthos oder Andros entstanden auf Kreta als einziger venezianischer Kolonie auch unbefestigte Herrenhäuser.

## Moderne Nutzung
Da die historische Funktion der Herrenhäuser als Zentrum einer Gutsherrschaft nicht mehr gegeben ist, sind vor allem seit dem Ende des Landadels 1918 bzw. erneut nach 1945 (u. a. Bodenreformen) und 1990 neue Konzepte für die Nutzung nötig geworden. Es gibt heute verschiedenste moderne Nutzungsvarianten für historische Herrenhäuser und Gutsanlagen. Beispiele sind:
- Touristische Konzepte, etwa Hotel, Pension, Jugendherberge oder Hostel, Ferienwohnungen, Gastronomie- und Cafébetrieb, Reithof, oder Spa- und Wellness-Anlagen. Häufig werden bei touristischer Nutzung verschiedene Angebote gemacht, für private Feiern, Hochzeiten, Touren, oder es gibt Verleihmöglichkeiten für Fahrräder und Boote, oder auch Sportanlagen wie Tennis- und Golfplätze. Touristische Konzepte können dabei um medizinische Angebote, eine landwirtschaftliche Nutzung, kulturelle Veranstaltungen, museale Konzepte oder andere Nutzungsweisen ergänzt werden.
- Wohnnutzung, Eigentums- oder Mietwohnungen, Alten- und Pflegeheim, betreutes Wohnen, Generationenhaus, mitunter auch als Einfamilienhaus (oft bei kleineren Bauten).
- Gewerbliche Nutzung, als repräsentativer Firmensitz, Kongress- und Seminarstandort, Schulungszentrum, für Einzelbüros, als Kanzlei, als Manufaktur, als Einkaufsladen oder Spezialladen (z. B. Antiquitätenhandel, Baustoffhandel), als Galerie oder Atelier. Durch moderne Möglichkeiten der Telearbeit und verbesserte digitale Infrastruktur auch auf dem Land kommen eher abgeschiedene Herrenhäuser zunehmend auch für Arbeitnehmer und Freiberufler in Betracht, die vorwiegend via Computer und Telefon arbeiten (siehe auch: digitale Nomaden).
- Öffentliche Nutzung, als Museum, als Schule, Kindertagesstätte, als kommunales Verwaltungszentrum, Sitz einer öffentlichen Einrichtung, als Dorf- und Kulturzentrum bzw. Gemeindehaus, als Archiv, Vereinshaus, oder für öffentliche Veranstaltungsräume. Häufig werden Herrenhäuser in Gemeindebesitz aufgrund des großen Platzangebotes für mehrere Funktionen genutzt. Hier genannte Konzepte können auch durch Privatbetreiber realisiert werden, z. B. als Privatschule/Internat oder als Privatmuseum.
- Medizinische, wissenschaftliche oder gesundheitliche Nutzung, als Kurhaus, Klinik, als Arztpraxis, regionales Ärztehaus, als Forschungseinrichtung oder als universitätsanhängiges Institut.
- Landwirtschaftliche Konzepte, wie Bauernhöfe, ökologische Landwirtschaftsbetriebe, Brennereien, Braubetriebe, Winzereien, mitunter mit Hofläden.
- Sonstige Nutzungen, etwa als interkulturelle oder religiöse Zentren (z. B. Schloss Mitsuko), als Mietlager, oder auch als diplomatisch-konsularische Vertretung.